# Arabia Saudyjska na Letnich Igrzyskach Olimpijskich 1976
Arabię Saudyjską na Letnich Igrzyskach Olimpijskich 1976 reprezentowało 14 zawodników, którymi byli wyłącznie mężczyźni. Był to drugi start reprezentacji Arabii Saudyjskiej na letnich igrzyskach olimpijskich.

## Reprezentanci

### Lekkoatletyka
Konkurencje biegowe
| Zawodnik                                                      | Konkurencja        | Eliminacje | Eliminacje | Ćwierćfinał | Ćwierćfinał | Półfinał | Półfinał | Finał | Finał   |
| Zawodnik                                                      | Konkurencja        | Wynik      | Miejsce    | Wynik       | Miejsce     | Wynik    | Miejsce  | Wynik | Miejsce |
| ------------------------------------------------------------- | ------------------ | ---------- | ---------- | ----------- | ----------- | -------- | -------- | ----- | ------- |
| Mohamed Al-Sehly                                              | 100 m              | 11,10      | 54.        | NQ          | NQ          | NQ       | NQ       | NQ    | NQ      |
| Hamed Ali                                                     | 200 m              | 23,37      | 43.        | NQ          | NQ          | NQ       | NQ       | NQ    | NQ      |
| Ahmed Al-Assiri                                               | 400 m              | 49,72      | 42.        | NQ          | NQ          | NQ       | NQ       | NQ    | NQ      |
| Attiya Al-Qahtani                                             | 800 m              | 1:57,67    | 23.        | N/A         | N/A         | NQ       | NQ       | NQ    | NQ      |
| Sheikr Al-Shabani                                             | 1500 m             | 4:08,70    | 40.        | N/A         | N/A         | NQ       | NQ       | NQ    | NQ      |
| Raja Faradj Al-Shalawi                                        | 10 000 m           | DNF        | DNF        | N/A         | N/A         | N/A      | N/A      | NQ    | NQ      |
| Kamil Al-Abbasi                                               | 400 m przez płotki | 55,00      | 21.        | N/A         | N/A         | NQ       | NQ       | NQ    | NQ      |
| Mohamed Al-Sehly Mohamed Ali Al-Malky Salem Khalifa Hamed Ali | sztafeta 4 × 100 m | 42,00      | 20.        | N/A         | N/A         | NQ       | NQ       | NQ    | NQ      |
| Kamil Al-Abbasi Hamed Ali Ahmed Al-Assiri Hassan Masallam     | sztafeta 4 × 400 m | N/A        | N/A        | N/A         | N/A         | 3:17,53  | 15.      | NQ    | NQ      |

Konkurencje techniczne
| Zawodnik             | Konkurencja    | Kwalifikacje | Kwalifikacje | Finał | Finał   |
| Zawodnik             | Konkurencja    | Wynik        | Miejsce      | Wynik | Miejsce |
| -------------------- | -------------- | ------------ | ------------ | ----- | ------- |
| Mohamed Al-Bouhairi  | trójskok       | 13,85        | 23.          | NQ    | NQ      |
| Ghazi Saleh Marzouk  | skok wzwyż     | NM           | DNF          | NQ    | NQ      |
| Saad Al-Bishi        | pchnięcie kulą | 11,68        | 23.          | NQ    | NQ      |
| Mahmoud Al-Zabramawi | rzut dyskiem   | 35,94        | 29.          | NQ    | NQ      |